# Ахметово (Комсомольський район)
Ахме́тово (рос. Ахметово, чув. Ахматша) — присілок у складі Комсомольського району Чувашії, Росія. Входить до складу Александровського сільського поселення.
Населення — 6 осіб (2010; 8 у 2002).
Національний склад:
- татари — 87 %